# Heritage Plaza
L'Heritage Plaza est un gratte-ciel de 53 étages et de 232 mètres situé à Houston, (Texas) dont la construction s'est terminée en 1987.
L'architecte du projet est M. Nasr & Partners.
Ce gratte-ciel fut le dernier d'une série construite dans les années 1980 à la suite de la récession économique de la région.